# Fabián Marulanda López
Fabián Marulanda López (ur. 27 grudnia 1933 w Marulanda) – kolumbijski duchowny rzymskokatolicki, w latach 1989-2003 biskup Florencia.

## Życiorys
Święcenia kapłańskie przyjął 20 listopada 1960. 15 lipca 1986 został prekonizowany biskupem pomocniczym Ibagué ze stolicą tytularną Pederodiana. Sakrę biskupią otrzymał 15 sierpnia 1986. 22 grudnia 1989 został mianowany biskupem Florencia. 19 lipca 2002 zrezygnował z urzędu.